# William Elliot Randal Dimond
William Elliot Randal Dimond, britanski general, * 1893, † 1960.